# Minoa fuscata
Minoa fuscata là một loài bướm đêm trong họ Geometridae.